# Kleditschgrundbach
Der Kleditschgrundbach ist ein 1,7 Kilometer langer linker Zufluss der Elbe, der abschnittsweise die Stadtgrenze von Dresden markiert. Er entspringt westlich der sächsischen Landeshauptstadt in mehreren Quellen in und bei Weistropp und durchfließt den namensgebenden Kleditschgrund, eins der linkselbischen Täler. Nach seiner Mündung zwischen Wildberg und Niederwartha bei Flusskilometer 70,25 in die Elbe verlässt jene nach gut 30 Kilometern das Dresdner Stadtgebiet.
Der offene Bach ist ein gefällereiches, naturnahes Gewässer, einzig die letzten 140 Meter von der Bundesstraße 6 bis zur Mündung sind geradlinig und teilweise befestigt.

## Verlauf
Beinahe am westlichen Ende des Waldgebiets, das sich nördlich der Ortslage von Weistropp (Gemeinde Klipphausen im Landkreis Meißen) anschließt, entspringt der Kleditschgrundbach auf etwa 235 m ü. HN in östlicher Richtung. Nach rund einem Viertelkilometer nimmt er rechtsseitig den von Süden kommenden, östlich der Weistropper Kirche entspringenden Kleditschbach () auf, der bis zu dieser Stelle den längeren Bachlauf hat. Knapp 100 Meter weiter nimmt er den ebenfalls von Süden kommenden Guntzschbach auf und wendet sich nun selbst für rund 300 Meter gen Nordnordost, bevor er wieder eine ostnordöstliche Richtung einschlägt. Das Bachbett im Kleditschgrund, in dessen gefällereichen Abschnitten ein Kerbtal herausgebildet hat, besteht aus grobmaterialreichen Substraten. Nachdem der Bachlauf seit der Quelle rund 100 Höhenmeter auf gut einen Kilometer zurückgelegt hat, überfließt er auf 134,9 m ü. HN die Dresdner Stadtgrenze und erreicht Niederwartha. Auf den folgenden 260 Metern bis zum Waldrand hat er noch ein Gefälle von 4,8 %. Von dort wendet er sich nach Nordosten, fließt entlang der Stadtgrenze und unterquert die Bundesstraße 6. Auf den letzten 140 Metern wird das Gefälle wieder steiler (5,7 %) und der Bach unterquert den Elberadweg, bevor er in die Elbe mündet.

## Hochwasser
Am Kleditschgrundbach gibt es nur ein geringes Gefährdungspotenzial, aufgrund seines natürlichen Betts kann er sich über weite Strecken schadlos ausufern. Bei mittellangen Starkregenereignissen mit einer Dauer von etwa 3 Stunden sind die größten Scheitelabflüsse zu erwarten. Selbst bei einem hundertjährlichen Ereignis hat der Bach nur Spitzenabflüsse von 2,61 m³/s. Sofern sie nicht durch Sedimentablagerungen verengt ist, kann die Brücke der Bundesstraße im eingestauten Zustand 2,7 m³/s ableiten.
Die Brücke des Elberadwegs an der Mündung des Kleditschbachs ist ab einem Elbpegel von 7 Metern fast vollständig überstaut. Bei einem Elbhochwasser reicht der Einstau des Elbwassers nur rund 80 Meter in den relativ steilen Kleditschbach hinein, während dies beim nahegelegenen Tännichtgrundbach rund 400 Meter und beim Lotzebach fast 2 Kilometer sein können. Entsprechend fielen auch die Schäden beim tausendjährlichen Starkregenereignis am 27. Mai 2014 aus. Insbesondere aus dem Tännichtgrund kamen zerstörerische Wassermassen nach Niederwartha, während der Schaden durch den Kleditschgrundbach deutlich geringer ausfiel.

## Schutzgebiete
Der Kleditschgrund mit dem Kleditschgrundbach liegt im Landschaftsschutzgebiet Elbtal zwischen Dresden und Meißen mit linkselbischen Tälern und Spaargebirge.

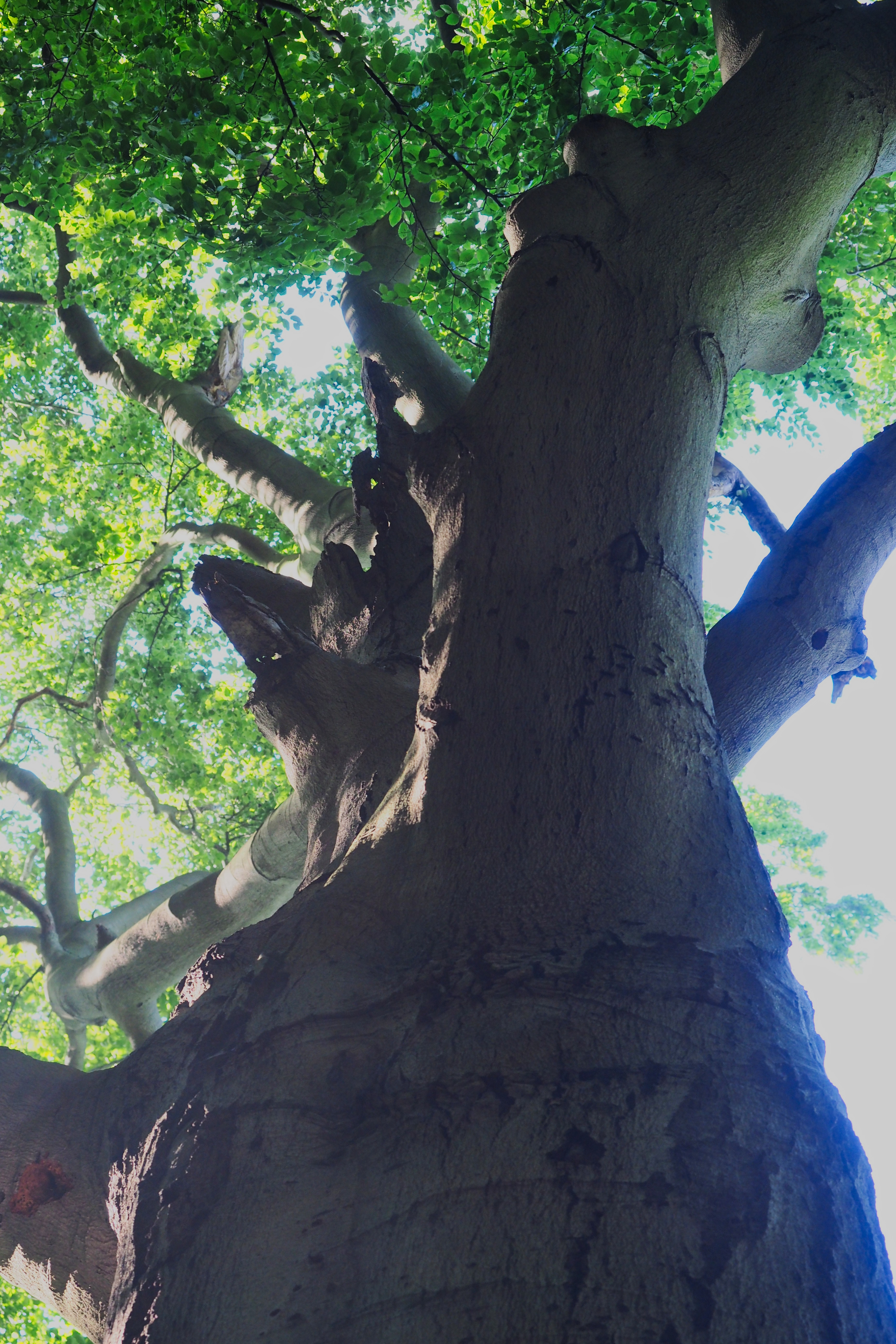
Politische Buche im Sommer 2017
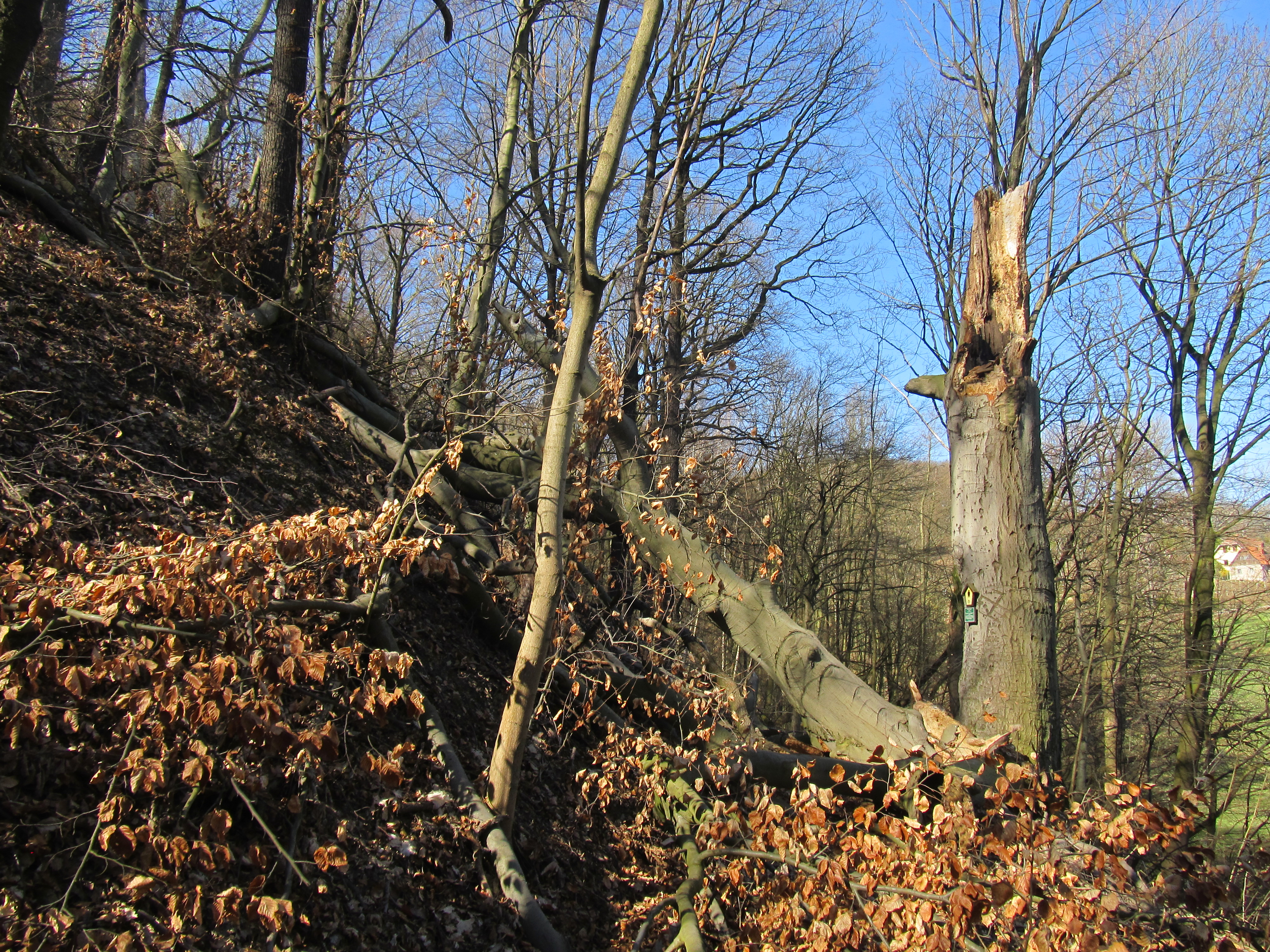
… und 2018

Im Dresdner Abschnitt des Kleditschgrunds steht auf der rechten Seite die Politische Buche (). Als Einzelbaum ist sie seit 1958 ein Naturdenkmal. Die einst rund 25 Meter hohe Rotbuche erlitt im Herbst 2017 sechs Meter über dem Grund einen Kronenbruch.